# Municipio de Clark (condado de Greene)
El municipio de Clark (en inglés: Clark Township) es un municipio ubicado en el condado de Greene en el estado estadounidense de Arkansas. En el año 2010 tenía una población de 19443 habitantes y una densidad poblacional de 233,62 personas por km².

## Geografía
El municipio de Clark se encuentra ubicado en las coordenadas 36°4′15″N 90°28′12″O / 36.07083, -90.47000. Según la Oficina del Censo de los Estados Unidos, el municipio tiene una superficie total de 83.22 km², de la cual 83.05 km² corresponden a tierra firme y (0.21%) 0.17 km² es agua.

## Demografía
Según el censo de 2010, había 19443 personas residiendo en el municipio de Clark. La densidad de población era de 233,62 hab./km². De los 19443 habitantes, el municipio de Clark estaba compuesto por el 95.15% blancos, el 0.81% eran afroamericanos, el 0.62% eran amerindios, el 0.28% eran asiáticos, el 0.02% eran isleños del Pacífico, el 1.53% eran de otras razas y el 1.59% pertenecían a dos o más razas. Del total de la población el 3.08% eran hispanos o latinos de cualquier raza.